# Ølsted Kirke (Hedensted Kommune)
 For alternative betydninger, se Ølsted Kirke. (Se også artikler, som begynder med Ølsted Kirke)
Ølsted Kirke ligger ca. en kilometer nord for Ølsted, midt mellem Hedensted og Horsens.
Kirkens skib, kor og apsis stammer fra ca. 1000 og er opført i frådsten. I 1500-tallet blev det gotiske tårn i munkesten bygget til, og fra samme periode stammer våbenhuset. Tårnet blev ændret i midten af 1700-tallet, da kirkens ejer, etatsråd Gerhard Hansen de Lichtenberg, lod Nicolaus Hinrich Rieman korte murene ned og opsætte et blytækt tårn med løgformet kuppel. Endnu senere blev kuplen forsynet med et kobberkors med en forgyldt kugle, tilvirket og skænket af smedemester Rikard Kjemtrup Jensen (1906-1987) i Ølsted.
Altertavlen har årstallet 1746 påmalet, men er sandsynligvis ældre. I midterfeltet ses et maleri fra 1898 af Harald Schiødte. Motivet er kvinderne ved den tomme grav påskemorgen.
Kirkens døbefont er i romansk stil og af granit, hvilket formodentlig betyder, at den er lige så gammel som kirken. Dåbsfadet af kobber blev skænket til kirken i 1697.

## Eksterne kilder og henvisninger
- Ølsted Kirke hos KortTilKirken.dk
- Ølsted Kirke i bogværket Danmarks Kirker (udg. af Nationalmuseet)

- Wikimedia Commons har flere filer relateret til Ølsted Kirke (Hedensted Kommune)